# 火刑

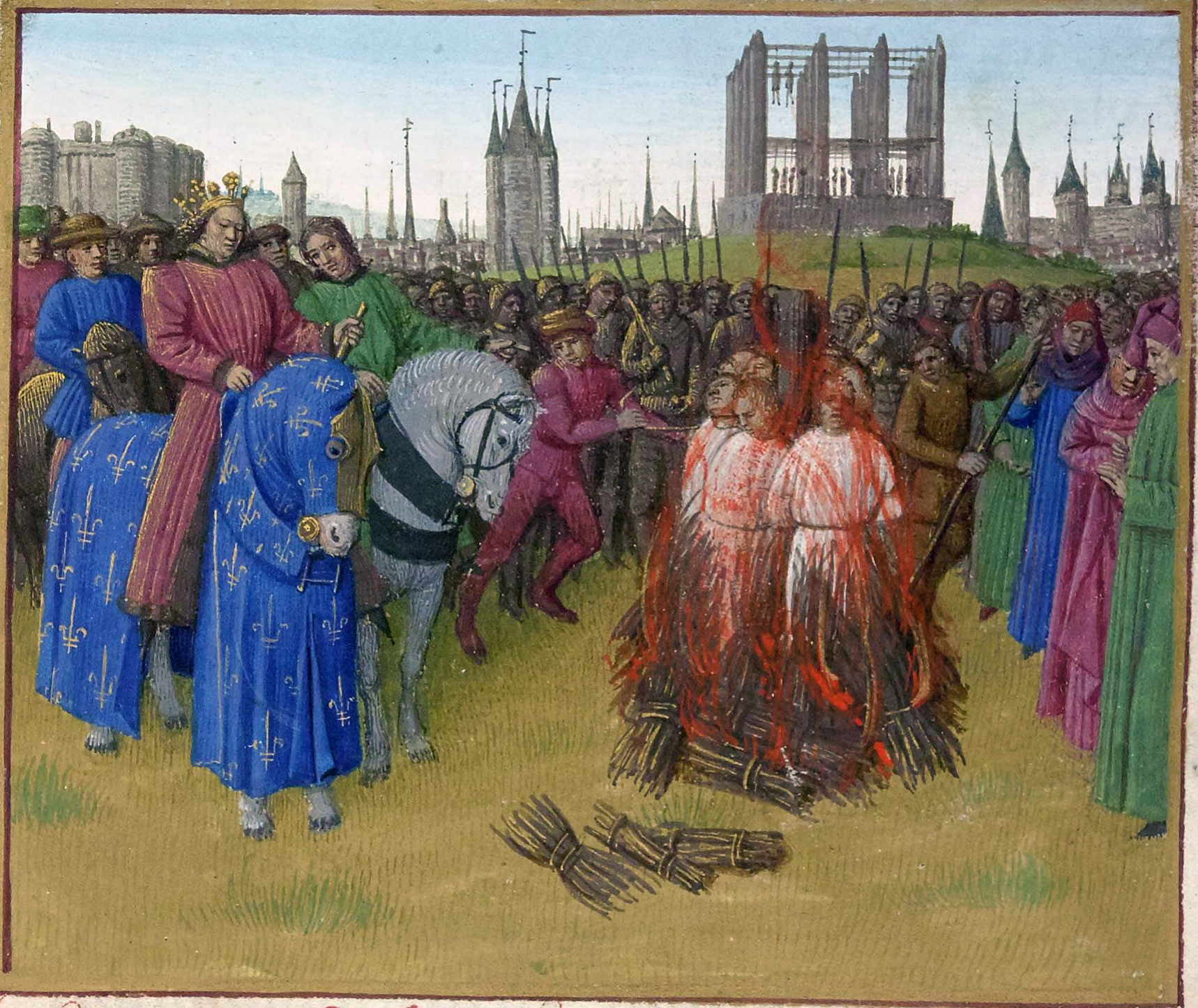
火刑

火刑（かけい）は、受刑者を火で炙ることにより絶命させる死刑のひとつ。火罪（かざい）、火焙り（ひあぶり）、焚刑（ふんけい）とも呼ばれる。
火刑は、公開処刑で見せしめ（一般予防）的要素が強く、一度の死刑で多数の人間に対し、凶悪犯罪の結果は悲惨な死であるというメッセージを与えることができるという点で効果的である。多数の受刑者を一時に処刑できるという点も効率的だが、処刑準備に時間がかかるという欠点も持ち合わせている。火刑では、煙で窒息死したり、ショック死したりすることが多いとされているが、2016年にISILが行った火刑では、膝から崩れ落ちて、全身火傷により死亡している。また、あらかじめ絞首刑などで殺した死刑囚を焼くために行われることもある。生きている人間を焼き殺すというのはあまりにも残酷なので、「温情」という名目で刑吏が火をつける前に絞殺したり、胸に杭を打ち込んだりして殺害する例もあったという。

## 魔女狩り

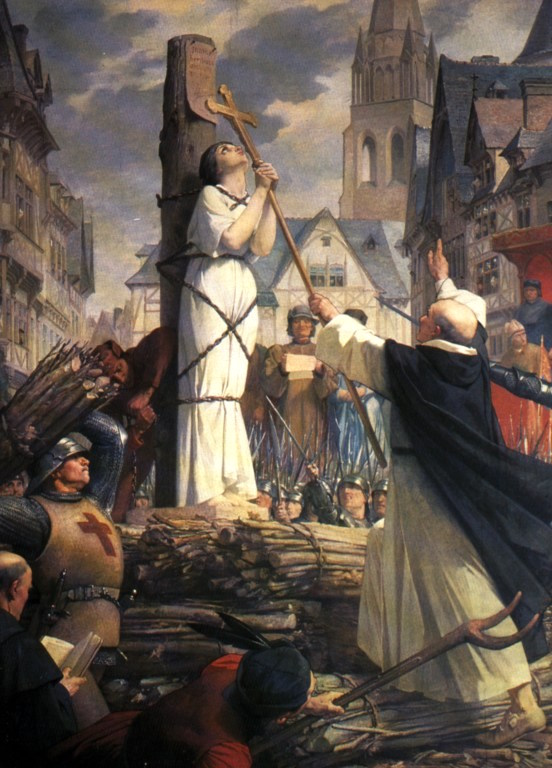
異端の罪で火刑にされるジャンヌ・ダルク

ヨーロッパでは、火刑は宗教的異端者や魔女狩りで、魔女とされた者に対して科せられることが多かった。魔女の疑いをかけられた人間は、水を何百リットルも飲まされる、親指つぶしという拷器で指を潰されるなどの拷問を受けた。
魔女として魔術を行ったり、悪魔と性行為を行ったという自白をさせられてから、火刑の判決を受けた。拷問中の死亡も多かった。また、拷問に耐えかねて他の女性などを魔女として告発する容疑者もおり、これで芋づる式に逮捕された容疑者が同じ拷問にあい、魔女に仕立て上げられるケースもあった。
この場合の火刑は、被疑者の姿がよく見えるよう、棒に縛り付けた上で足元に可燃物を置く形で準備が進められ、受刑者は衆人環視のなか、火をつけられて焼き殺された。このときの火刑にも「慈悲を与える」との名目であらかじめ別の方法で殺害する方法が取られることもあった。
伝統的なキリスト教の価値観では、最後の審判の時まで肉体が残っていなければならない。火刑は肉体を燃やし尽くしてしまうため、苦痛もさることながら、宗教的な観点から見ても恐ろしい厳罰であった。そのため、スペイン異端審問などをはじめとする異端審問においては「異端者を現世より完全に消滅させる」という意味合いでも、最も重い刑罰の一つとして火刑が多用された。

## 中国の火刑
中国史は火刑の事項は非常に少ない。楚漢戦争中に、漢の劉邦の囮となって捕らえられた将軍の紀信が項羽によって火刑に処されている（異説もある）。また、前漢では巫蠱の禍により戾太子劉拠が非業の死を遂げ、のちそれが冤罪と判明したときに、息子の死に激怒した武帝が戾太子の死に関与したとして宦官の蘇文を渭水の橋の上に束縛して火刑に処している。
さらに明末にビルマ国王の裏切りで、呉三桂に引き渡された南明の永暦帝と皇太子朱慈炫父子が、昆明で火刑に処されたという（縊り殺された説もある）。

## 日本の火刑

### 江戸時代以前

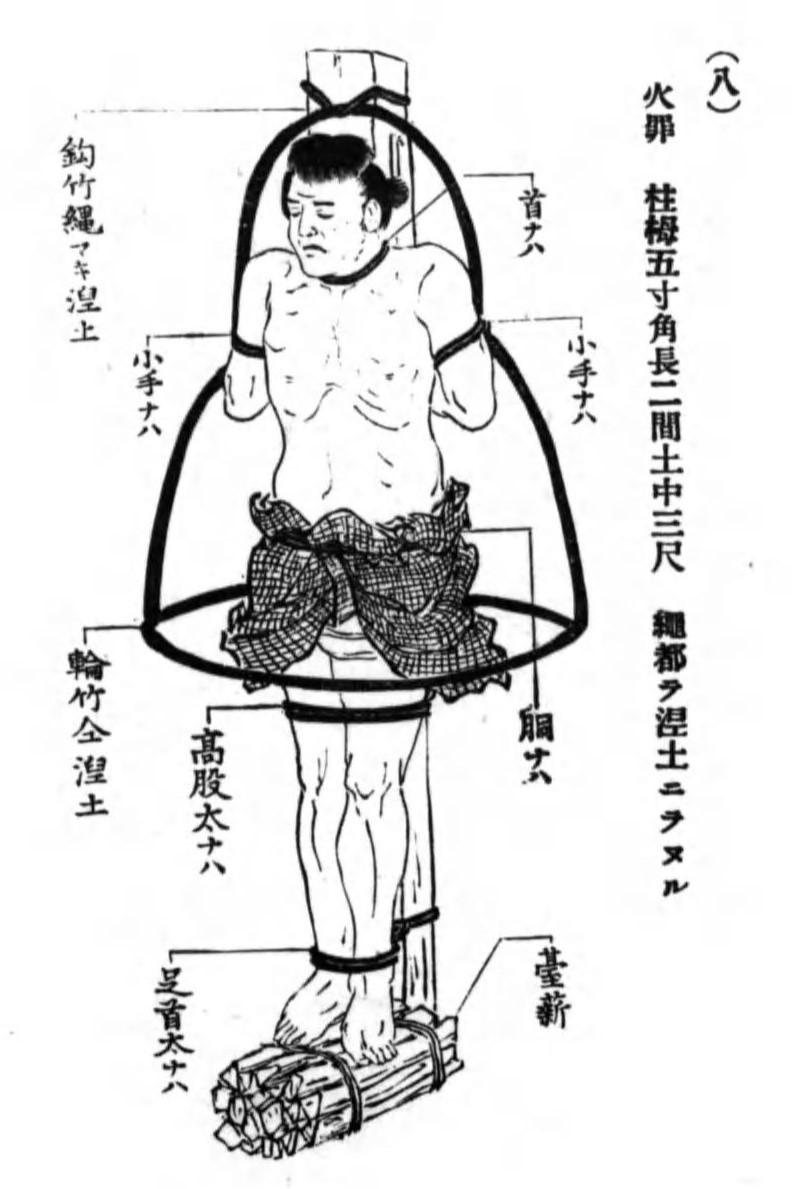
柱に固定された受刑者（『刑罪詳説』）。

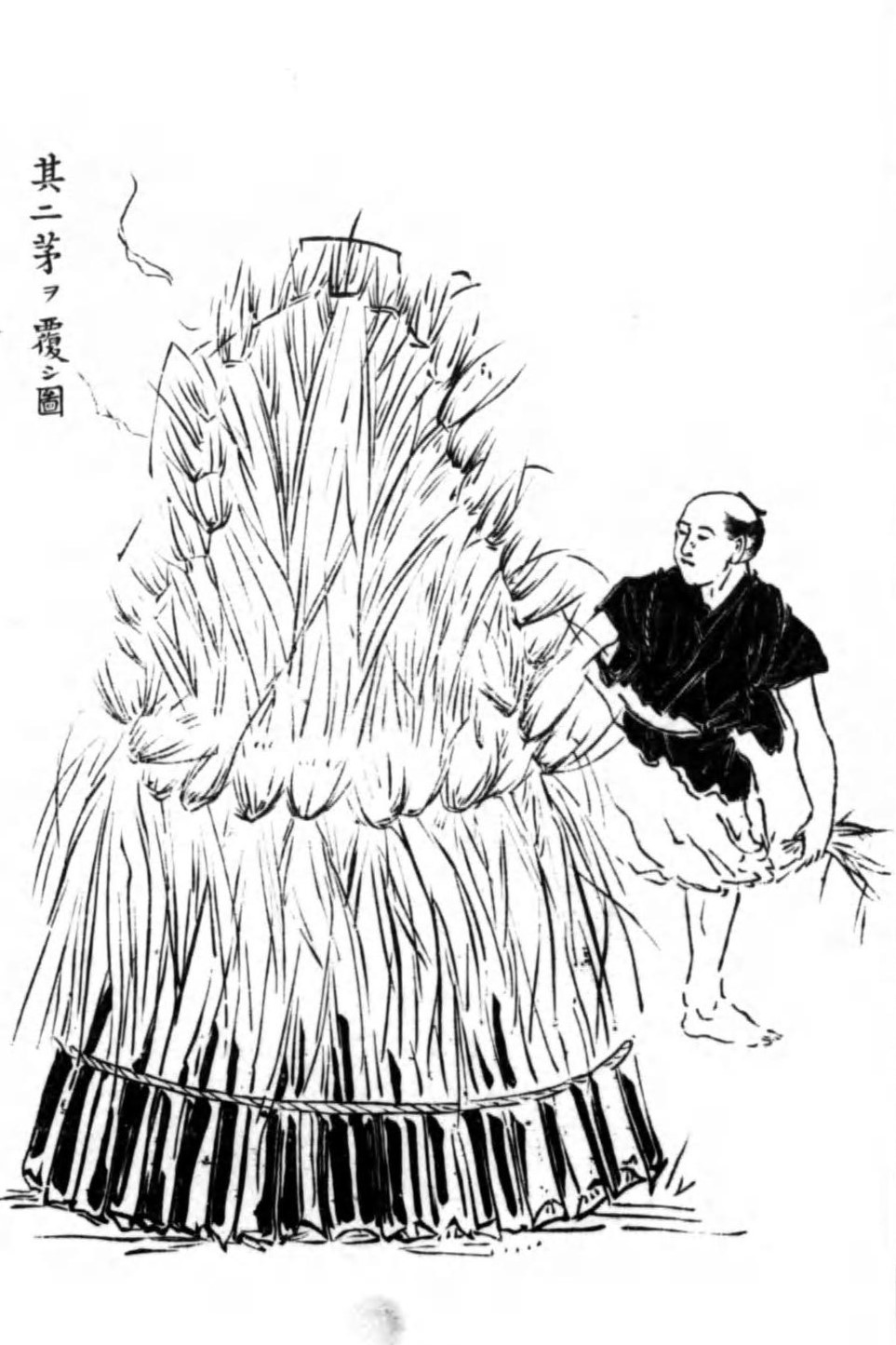
茅で全体を覆う（竈造り）。

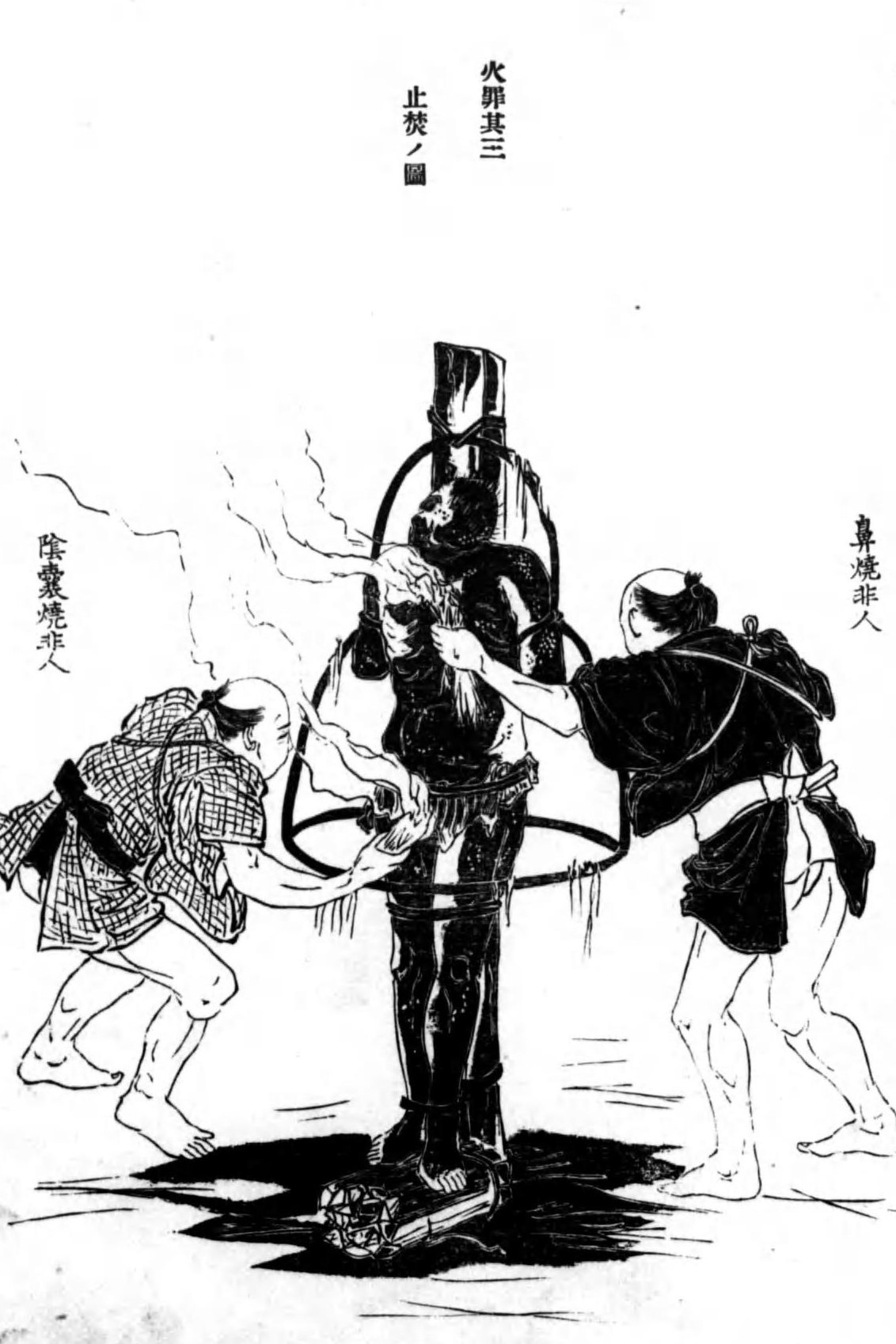
受刑者の死亡後、鼻と陰嚢を焙って「止め焚」とする。

日本では 『日本書紀』に斬（斬首刑）・絞（絞首刑）・焚（焚刑）の3種の死罪が存在していた事が記されており、古代には火刑が存在したものと推定される。 
『日本書紀』には、雄略天皇2年に天皇が百済から貢進された百済王族の娘・池津媛を娶ったが、池津媛が臣下の石川楯と通じたため、二人の手足を木に縛り、桟敷の上に置かせ、火を付けて焼き殺して処刑したとある。
701年（大宝元年）の大宝律令で死罪は絞と斬の2種となり、焚は廃止された。律令が廃れてからも、長らく火刑は執行されなかった。
近世では『勢州軍記』に北畠信雄が囚人を火焙にしたとあるのが初見である。

### 江戸時代
江戸時代には火罪と呼ばれ、はじめはキリシタンなどにも科されたが、のちには未遂を含む放火を行った者に適用された（西洋でも放火の処罰に行われたことが多い）。
火罪には闕所と引廻しが付加刑として科され、引廻しを終え刑場に引き立てられた罪人は非人が馬から下ろし、図のように輪竹が組んである中に入れ、柱に縛り付けられる。縄は燃え落ちないように結び目に泥を塗る。輪竹の周りに茅を積み上げ、顔以外の罪人の体を覆い隠し、足元には薪を積んで踏ませる（「竈造り」）。
一連の作業が終わると弾左衛門配下の手代が検使の与力に準備が整った旨を伝える。検使は同心に指示をして罪人に間違いないことを確認し、顔を茅で塞ぐ。検使から命令が出されると風上から火がかけられる。周りでは非人がむしろで仰いで火勢を強くする。
罪人が死亡したら最後に止め焚（男性は鼻と陰嚢、女性は鼻と乳房を火で焼く）という動作を行って処刑は完了となる。
その後は磔・獄門と同じく遺骸をそのまま三日二晩晒す。
名和弓雄が鈴ヶ森大経寺の住職に聞いたところによると、鈴ヶ森では海からの横殴りの風が強烈に吹くため、罪人を包む炎が燃えたり消えたりを繰り返し、罪人は獣のような叫びを上げたという。
江戸時代の前期、江戸幕府による処罰の記録『御仕置裁許帳』によると、江戸で放火を行った犯人は未遂を含めて火刑に処されることが多いが（放火犯には拷問で牢死する者や中には遠島（島流し）の者もいる）、その刑場は品川と浅草が多く、巣鴨刑場で火刑が行われたケースもある。江戸では火刑場は品川のみとの誤解もあるが、少なくとも江戸前期では火刑場は品川のみではない。
なお、火刑の方法は江戸と京阪では異なり、天保2年（1831年）に大坂西町奉行だった新見正路によれば、罪人に鉄の首輪をはめ、鎖で柱に繋ぎ、柱から一間（約1.8メートル）離して周囲に柴や薪を三尺ほど積み上げ、風上から火をつける。罪人の手足や身体は縛られておらず、火が燃え広がるにつれて、罪人は耐え難い熱のために狂ったように柱の周りを駆け回り、なかなか絶命しなかったという。新見は「見懲之爲とは乍申余惨酷之仕形に有之」（見せしめのためとは言え、あまりにも酷すぎる）と書いている。大坂の火刑がいつ頃から行われたかは不明だが、「残酷すぎる」と奉行所内部からも批判の声が上がり、天保2年3月に江戸の火刑の方法に改められ、天保3年（1832年）4月21日から飛田刑場で実施された。また、大坂の火刑は江戸とは比較にならないほど少なく、天明5年（1785年）から天保2年までの47年間は一件も執行されていない。
また、江戸の泰平が100年ほど続くと、人権に対する考えにも変化が起きるようになった。「たとえ罪人とはいえ、火で焼き殺す残虐な刑罰は、戦乱の世の野蛮な風習の名残りであり、時代遅れ」という考えが出るようになり、火を直接当てて焼き殺すのではなく、煙で燻して死なせる方法へと変化したという。

## 現代
死刑制度が残されている国であっても火刑を公式な処刑として用いている国家は存在しない。前述のキリスト教異端審問などのような宗教的な意味合いのある重刑罰としても、多くの国では19世紀ごろを最後に火刑は行われなくなり、現代では私刑の形をとる殺人行為を除いては火刑は刑罰としてはほぼ消滅している。
ハッド刑や石打ちなど、近代的な死刑制度と比較しても残酷な処刑法が残されているイスラム教のイスラム法においても、火刑は禁忌として解釈されている。伝統的なイスラム教の価値観においても、キリスト教同様に最後の審判の概念が存在するため、本来神（アラー）にのみ許されている火によって人体を損壊する行為は、それ自体がアラーに対する冒涜と見なされるためである。
その一方で、発展途上国の中でも近代刑法や警察組織はおろか、それに代替する宗教法などの普及も十分でない国では、群衆が犯罪者（と見なされた無実の人物も含まれうるが）を集団で制裁を加えることにより、秩序の維持を図ること（Mob Justice、暴徒による正義）も多く、その一環として火刑が用いられることも多い。
2015年に入ると、イスラム過激派の中でも最も暴力的とされるISILにより、ムアズ・カサースベをはじめとする交戦国の捕虜や、占領地域の異教徒に対して火刑を用いる例が急増している。ISIL側はイブン・タイミーヤの『おぞましい死によって敵を撃退できるのであれば、それは正当な聖戦だ』という発言を引用し、火刑を正当化しているが、多くの一般的なイスラム教徒にとっては火刑は最も忌避されるべき行為と認識されており、カサースベの処刑もイスラム教に対する侮辱として捉えられているという。

## 画像

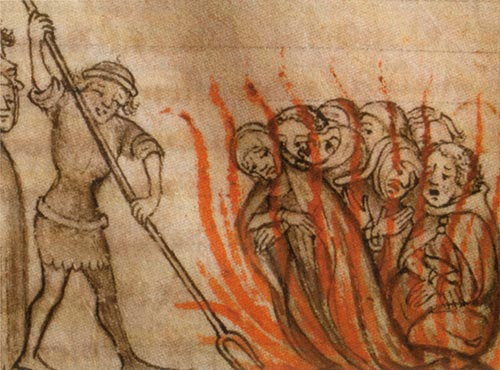
火刑に処されるテンプル騎士団
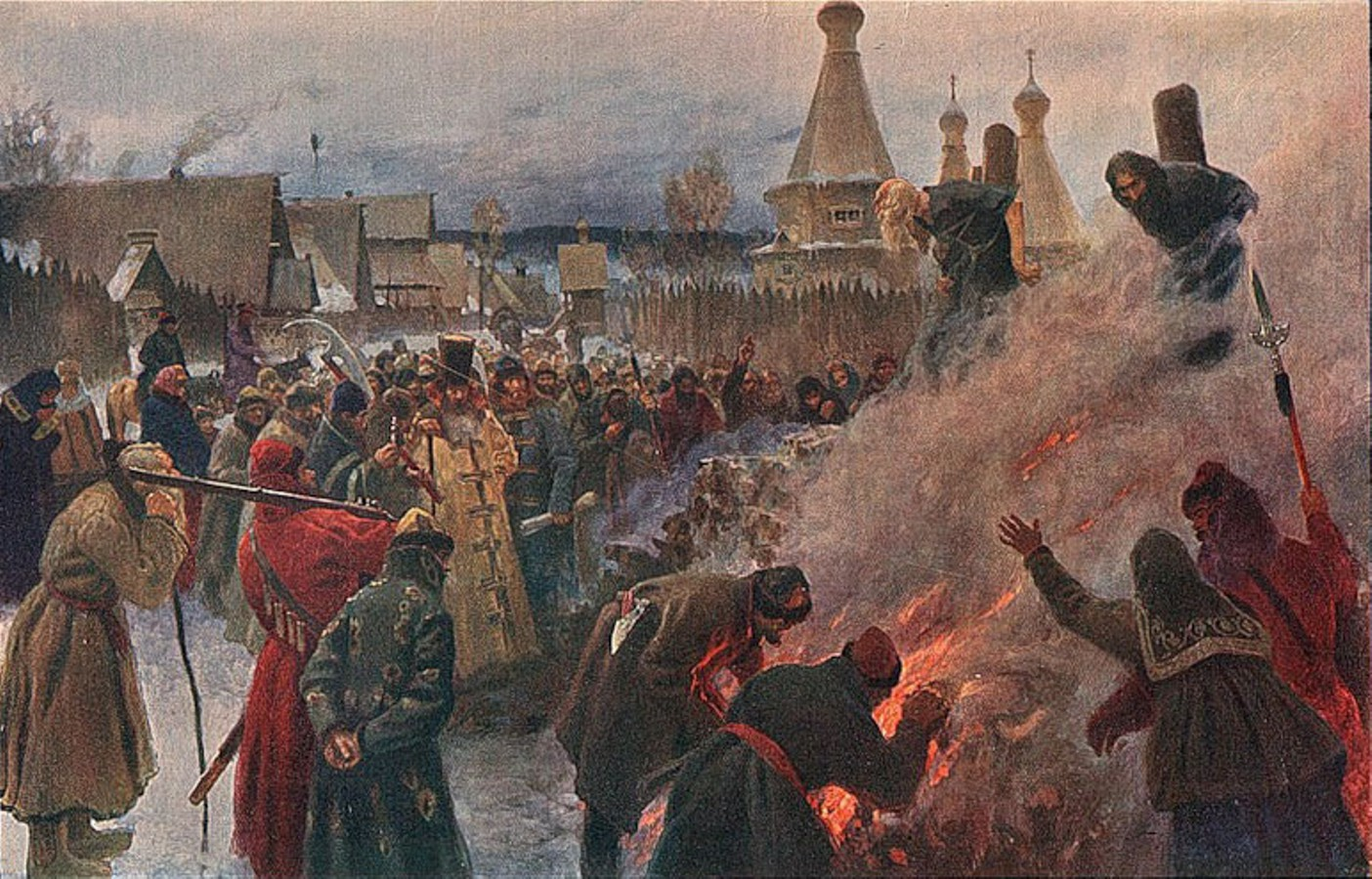
火刑に処される古儀式派の指導者アヴァクーム（1682年）
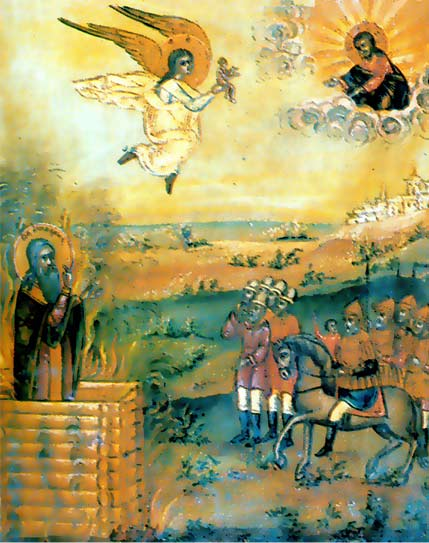
アヴァクームの火刑を描いた、19世紀末のイコン
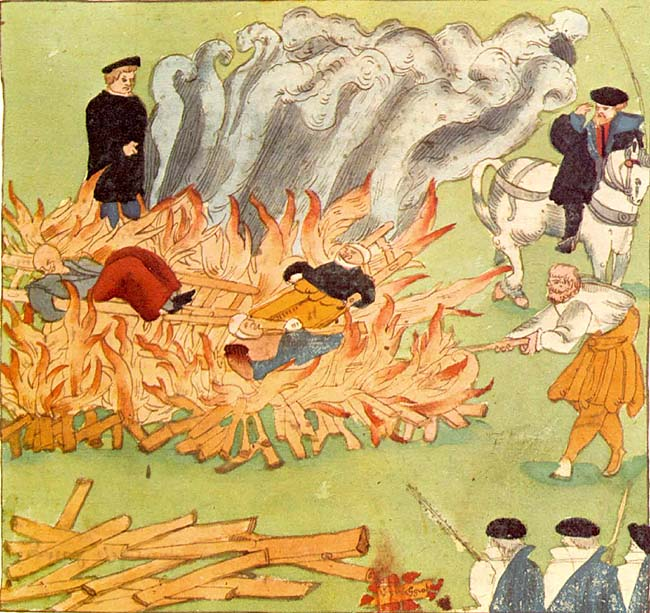
バーデンで火刑に処される3人の魔女
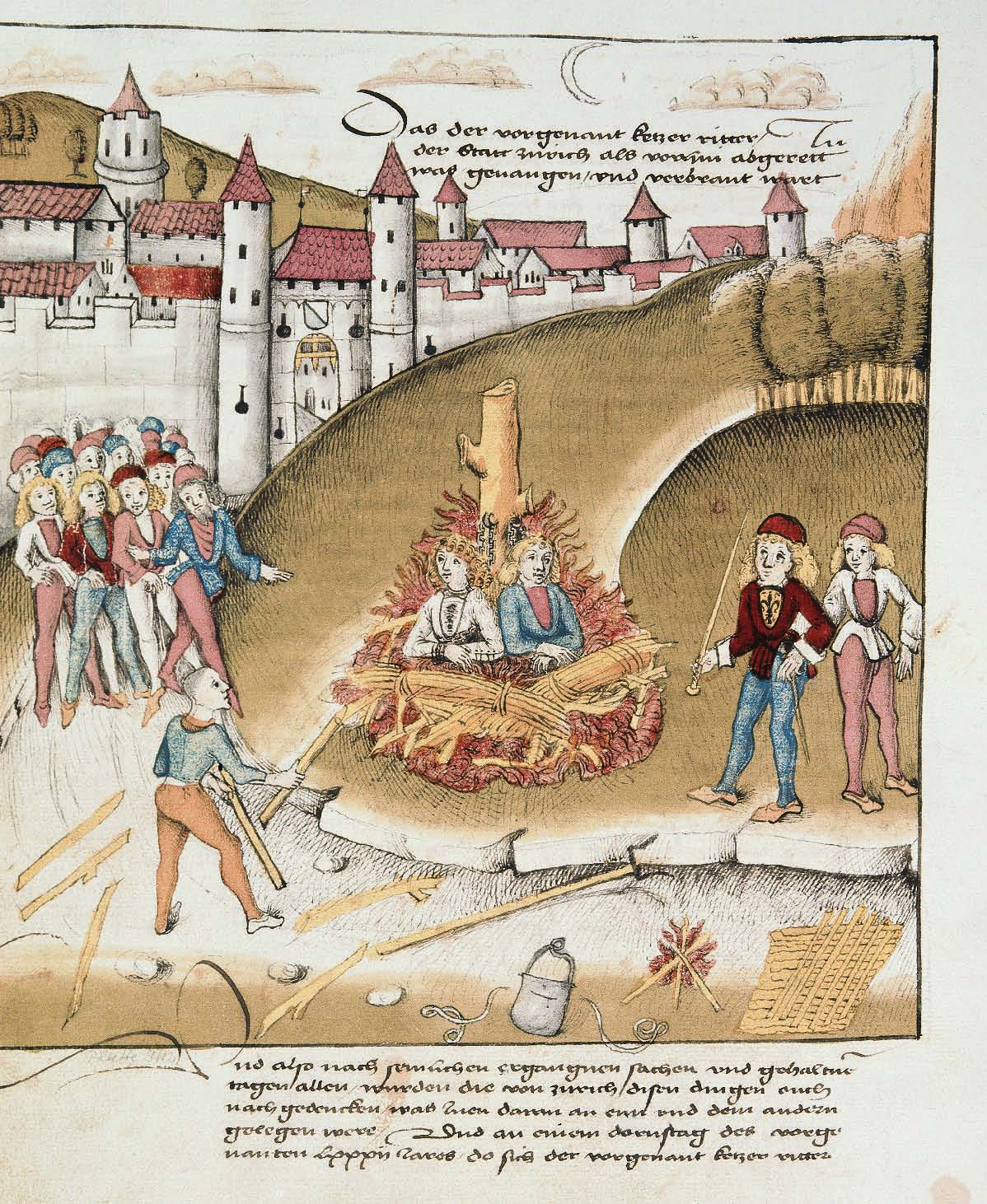
チューリッヒで火刑に処される2人のソドミー
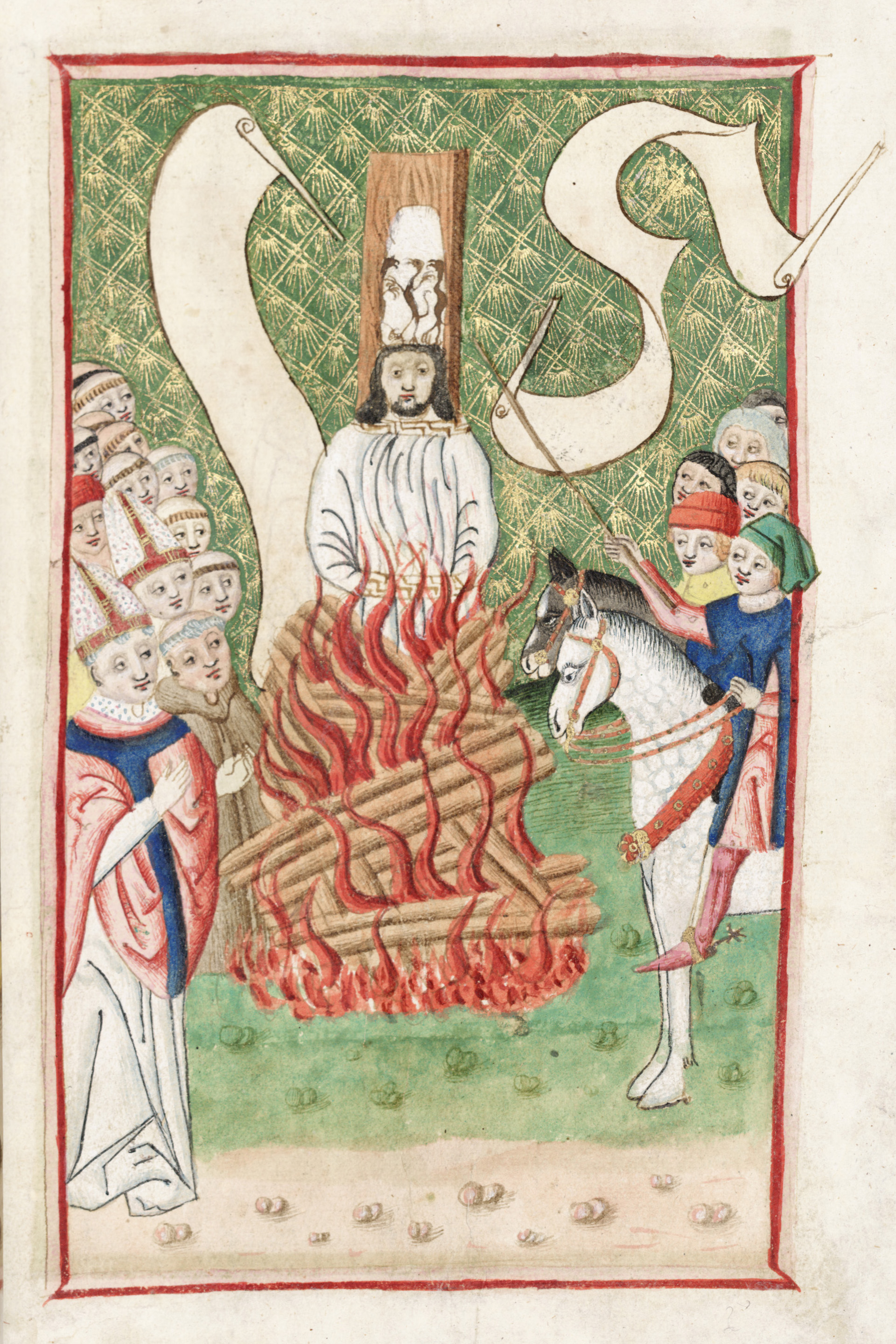
火刑に処されるヤン・フス
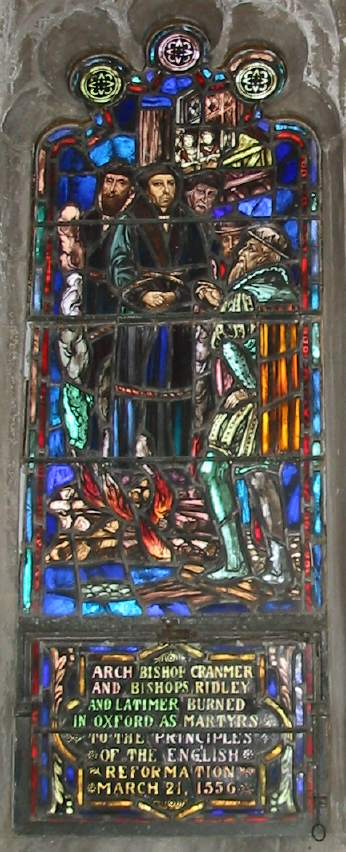
火刑に処される殉教者トマス・クランマー、ヒュー・ラティマー、ニコラス・リドリー